# Набукелеву
Набукелеву — вулкан, розташований у південно-західній частині острова Кадаву на Фіджі. Він 805 м заввишки та утворює лавові куполи. Останнє виверження вулкана Набукелеву  відбулося близько 1660 року. 
Набукелеву — єдина територія на заході острова Кадаву, де зберігаються великі праліси. Територія площею 2900 га на острові, є Важливою орнітологічною територією Набукелеву. Вона підтримує популяції вразливих комірцевих буревісників і багряно-сяючих папуг, а також близьких до зникнення свистячого голуба та віялохвостого кадаву.  Є місцем розмноження ошийникового буревісника та унікальний гірський ландшафт - сприяло набуття ним національному значенню, як зазначено в Стратегії біорізноманіття та Плані дій Фіджі. 